# لورنس فیشر
لورنس فیشر (انگلیسی: Laurence Fischer؛ زادهٔ ۷ نوامبر ۱۹۷۳) کاراته‌کا اهل فرانسه است.
او در رده کمیته ۶۰+ کیلوگرم فعالیت می‌کند. وی موفق به کسب سه قهرمانی در مسابقات جهانی کاراته شده است. دو مدال به صورت انفرادی و یکی در تیمی.
وی همچنین برندهٔ جوایزی همچون لژیون دونور (شوالیه) شده‌است.